# Cyrtandra rubricalyx
Cyrtandra rubricalyx är en tvåhjärtbladig växtart som beskrevs av Brian Laurence Burtt. Cyrtandra rubricalyx ingår i släktet Cyrtandra och familjen Gesneriaceae. Inga underarter finns listade i Catalogue of Life.